# Alchimista che scopre il fosforo
L'alchimista scopre il fosforo è un dipinto di Joseph Wright of Derby originariamente terminato nel 1771 e poi rimaneggiato nel 1795. Il titolo completo del dipinto è L'alchimista, alla ricerca della pietra filosofale, scopre il fosforo e prega per la buona conclusione della sua operazione, come era usanza degli antichi astrologi alchemici. Si è suggerito che questo quadro si riferisca alla scoperta del fosforo da parte dell'alchimista di Amburgo Hennig Brand nel 1669.
L'uomo, che cercava la pietra filosofale distillando urina di cavallo, una notte vide dall'ampolla in ebollizione uscire un notevole chiarore che illuminò tutta la cantina dove conduceva le proprie ricerche. Per questo motivo volle dare come nome al composto appena scoperto "fosforo", in greco "portatore di luce"; questa storia era già stata spesso stampata nei libri popolari di chimica nel corso della vita di Wright, ed era ampiamente nota.

## Descrizione
L'immagine mostra l'alchimista che cercando di produrre la pietra filosofale, mitica materia che potrebbe trasformare il volgare metallo in oro, con sua grande sorpresa scopre il fosforo. Wright non dipinge l'alchimista in uno sfondo del XVII secolo ma romanticizza l'immagine della stanza immaginando un ambiente medievale con alte volte gotiche e finestre a sesto acuto, come se si trovasse in una chiesa.
Ha inoltre reso in maniera molto efficace il processo chimico necessario, che si basa sull'ebollizione dell'urina; una descrizione del 1730 della produzione del fosforo parla della necessità sia di 50 o 60 secchi di urina putrida che di "vermi allevati".

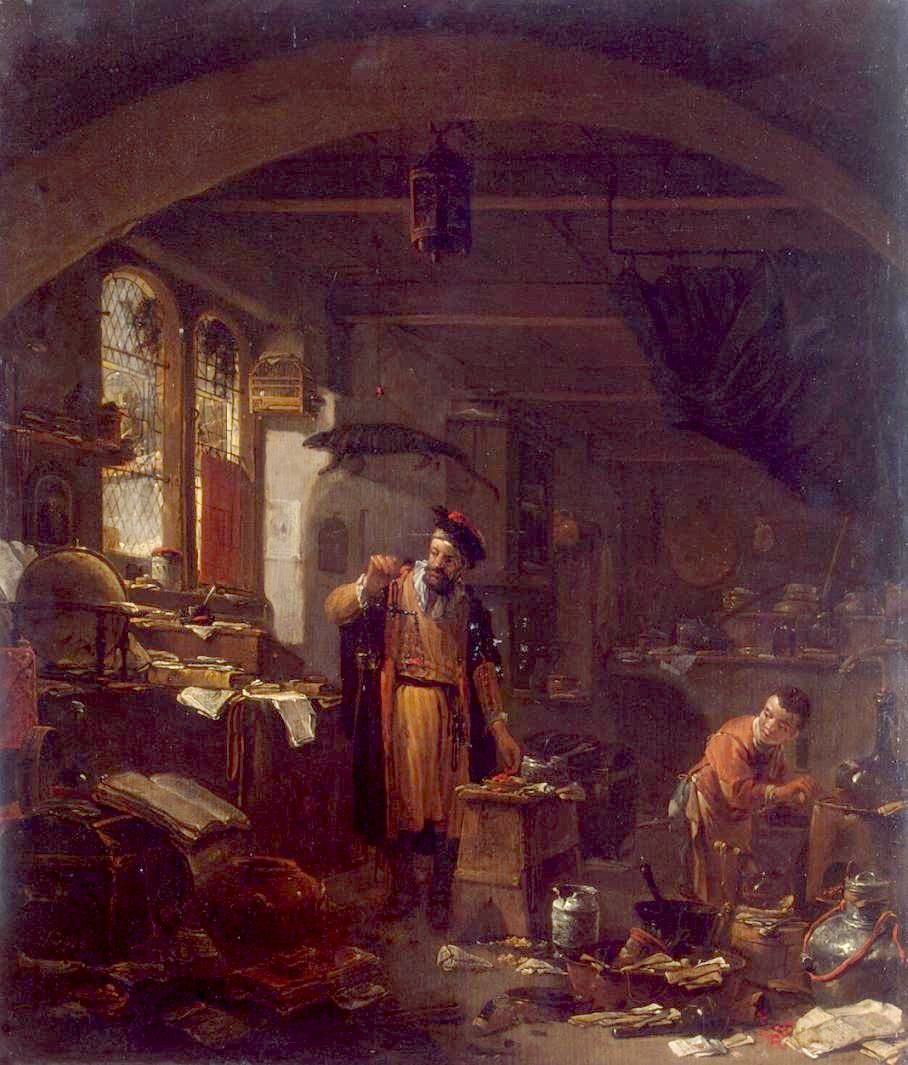
L'alchimista di Thomas Wijck

Wright dà anche connotazioni religiose al dipinto: l'alchimista si inginocchia di fronte alla luminosa ampolla, stendendo le mani in un gesto simile a quello utilizzato da El Greco quando dipinse Stimmate di san Francesco e San Gerolamo in preghiera. Benedict Nicolson paragona il suo atteggiamento a quello di uno dei discepoli di Cristo che ricevono la comunione e ritiene che la disposizione del dipinto potrebbe essere stata ispirata dal dipinto di Thomas Wijck L'alchimista, che era in mostra a Londra durante la vita di Wright, è che è similare per le volte, la confusione degli oggetti nella stanza e per la presenza dell'assistente investito dalla luce.
In ogni caso è chiaro che ebbe una forte influenza sul disegno il compagno di Wright, Peter Perez Burdett: esiste uno schizzo dell'uomo, datato 4 febbraio 1771, in cui già si vedono la volta, l'impostazione del disegno ed il contenitore di vetro al centro della scena. è Burdett che dice dove posizionare la figura nel dipinto e sempre Burdett aveva già fatto parlato a Wright di Matthew Turner in modo che il pittore potesse comprendere appieno la scienza alla base del fenomeno rappresentato nel dipinto.

## Storia e fortuna del dipinto
Fin dal 1771 il quadro suscitò molte interpretazioni contraddittorie. L'alone di mistero del quadro non era molto gradito ai possibili compratori del XVIII secolo, pur potendo essere inteso come il momento del passaggio al mondo moderno basato sul metodo scientifico, tant'è che, sebbene Wright fosse un artista riconosciuto a livello internazionale, il dipinto rimase invenduto.
L'opera seguì Wright in Italia nel 1773-1775, tornò poi in Inghilterra , venne rielaborata nel 1795 e fu infine venduta solo quattro anni dopo la sua morte, quando i suoi beni furono messi all'asta da Christie's.